# Stachys babunensis
Stachys babunensis là một loài thực vật có hoa trong họ Hoa môi. Loài này được Micevski miêu tả khoa học đầu tiên năm 1992.